# Lectura Bakeriana
Una Lectura Bakeriana (Bakerian Lecture en su original en inglés) es una conferencia a la que se accede como un premio de la Royal Society a uno de sus miembros, dedicada a las ciencias físicas. En 1775 Henry Baker donó 100 libras para remunerar una conferencia de un miembro de la Royal Society sobre algún tema de historia natural o de filosofía experimental, de acuerdo con lo que la Sociedad determinase.

## Conferenciantes
Fuente: Royal Society

### sigloXXI
- 2015: Andrea Ghez por sus aclamados descubrimientos utilizando técnicas de astronomía óptica.
- 2014: Lynn Gladden por el desarrollo de técnicas de resonancia magnética para estudiar procesos de multi-adsorción de componente, difusión, flujo y procesos de reacción.[1]
- 2013: David Leigh, Haciendo las máquinas más minúsculas.[1]
- 2012: Peter Edwards, Metales y estados conductor y superconductor de la materia.[2]
- 2011: Herbert Huppert, Almacenamiento de carbono: captura entre rocas y cambio climático.[3]
- 2010: Donal Bradley, Electrónica plástica: su ciencia y aplicaciones.[4]
- 2009: James D. Murray, Matemática en el mundo real: De los tumores cerebrales a salvar matrimonios.
- 2008: Robin Clark, Microscopio Raman, pigmentos y la conexión artes/ciencia.
- 2007: Joseph Silk, El lado oscuro del Universo.
- 2006:  Athene Donald, El mundo mesoscópico - de las bolsas de plástico a las enfermedades cerebrales - semejanzas estructurales en física.
- 2005: John Pendry, Refracción negativa, la lente perfecta y metamateriales.
- 2004: Michael Pepper, Nanoestructuras semiconductoras y nuevos efectos cuánticos.
- 2003: Christopher Dobson, Plegado y desplegado de proteínas: de la teoría a la terapia.
- 2002: Arnold Wolfendale, Rayos cósmicos: ¿qué son y de dónde provienen?.
- 2001: David Sherrington, Imanes, microchips, memorias y mercados: física estadística de sistemas complejos.

### sigloXX
- 2000: Steve Sparks, ¿Cómo funcionan los volcanes?.
- 1999: Peter Day, La química molecular de los imanes y superconductores.
- 1998: Richard Ellis, La evolución morfológica de las galaxias.
- 1997: Steven Ley, Dulces sueños: nuevas estrategias para la síntesis de oligosacáridos.
- 1996: Alastair Ian Scott, Ingeniería genética síntesis de productos naturales.
- 1995: Anthony Kelly, Materiales compuestos hacia el diseño inteligente.
- 1994: John Polanyi, Fotoquímica en el estado adsorbido, el uso de la luz como un bisturí y un cristal como una mesa de operaciones.
- 1993: Hans Bethe, Mecanismo de las supernovas.
- 1992: Thomas Benjamin, El misterio de la ruptura del vórtice.
- 1991: John Houghton, La previsibilidad del tiempo y el clima.
- 1990: John Meurig Thomas, Nuevos catalizadores microcristalinos.
- 1989: Jack Lewis, Compuestos de racimo, un nuevo aspecto de la química inorgánica.
- 1988: Walter Eric Spear, Semiconductores amorfos, una nueva generación de materiales electrónicos.
- 1987: Michael Victor Berry, El caos semiclásico de valores propios cuánticos.
- 1986: Walter Heinrich Munk, Control acústico de giros oceánicos.
- 1985: Carlo Rubbia, Unificación de las fuerzas electromagnética y débil.
- 1984: Alan Rushton Battersby, La biosíntesis de los pigmentos de la vida.
- 1983: Alfred Edward Ringwood, Las Tierras centrales: su composición. De su formación y en qué se relacionan con el origen de la tierra.
- 1982: Martin John Rees, Galaxias y sus núcleos.
- 1981: Robert Joseph Paton Williams, La selección natural de los elementos químicos.
- 1980: Abdus Salam, La unificación de las fuerzas fundamentales Gauge.
- 1979: Michael Ellis Fisher, Puntos multicríticos en los imanes y los fluidos: una revisión de algunos estados de la materia novedosos.
- 1978: Robert Lewis Fullarton Boyd, La exploración cósmica por rayos X.
- 1977: George Porter, Modelos in vitro para la fotosíntesis.
- 1976: George Wallace Kenner, Hacia la síntesis de las proteínas.
- 1975: Michael Francis Atiyah, La geometría global.
- 1974: Desmond George King-Hele, A la vista de la tierra y el aire.
- 1973: Frederick Charles Frank, Cristales imperfectos.
- 1972: Dorothy Mary Crowfoot Hodgkin, La insulina.
- 1971: Basil John Mason, La física de la tormenta.
- 1970: Derek Harold Richard Barton, Algunos enfoques para la síntesis de la tetraciclina.
- 1969: Richard Henry Dalitz, Las partículas e interacciones de los problemas de la física de alta energía.
- 1968: Fred Hoyle, Examen de los acontecimientos recientes en la cosmología.
- 1967: Edward Crisp Bullard, Las inversiones del campo magnético de la Tierra.
- 1966: Ronald George Wreyford Norrish, El progreso de la fotoquímica ejemplificado por las reacciones de los halógenos.
- 1965: Melvin Calvin, La evolución química.
- 1964: Frederic Calland Williams, La tecnología inventiva: la búsqueda de mejores máquinas eléctricas.
- 1963: Alan Howard Cottrell, Fractura.
- 1962: John Desmond Bernal, La estructura de los líquidos.
- 1961: Michael James Lighthill, Sonido generado aerodinámicamente.
- 1960: Gerhard Herzberg, Los espectros y las estructuras de metilo libre y libre de metileno.
- 1959: Edmund Hirst, Estructura molecular en el grupo de polisacáridos.
- 1958: Martin Ryle, La naturaleza de las fuentes de radio cósmicas.
- 1957: Cecil Frank Powell, Las partículas elementales.
- 1956: Harry Work Melville, 'La adición de polimerización.
- 1955:  Marcus Laurence Elwin Oliphant, La aceleración de partículas cargadas a energías muy altas.
- 1954: Alexander Robertus Todd, Química de los nucleótidos.
- 1953::Nevill Francis Mott, Dislocaciones, flujo plástico y la fluencia en los metales.
- 1952:  Harold Jeffreys, El origen del sistema solar.
- 1951: Eric Keightley Rideal, Las reacciones en monocapas.
- 1950:  Percy Williams Bridgman, Física por encima de 20000 kg/cm2.
- 1949: Harold Raistrick, Una región de la biosíntesis.
- 1948: George Paget Thomson, Las explosiones nucleares.
- 1947: Harry Ralph Ricardo, Algunos problemas en relación con el desarrollo de un motor diésel de alta velocidad.
- 1946: Cyril Norman Hinshelwood, El trabajo más reciente sobre la reacción de hidrógeno-oxígeno.
- 1945: Gordon Miller Bourne Dobson, Meteorología de la estratosfera inferior.
- 1944: Walter Norman Haworth, La estructura, función y síntesis de polisacáridos.
- 1943: Richard Vynne Southwell, Los métodos de relajación: una de matemáticas para las ciencias de ingeniería.
- 1942: Albert Charles Chibnall, Análisis de aminoácidos y la estructura de las proteínas.
- 1941: Paul Adrien Maurice Dirac, La interpretación física de la mecánica cuántica.
- 1940: Nevil Vincent Sidgwick y Herbert Marcus Powell, Estereoquímica tipos y grupos de valencia.
- 1939: Patrick Maynard Stuart Blackett, Rayos cósmicos penetrantes.
- 1938: Christopher Kelk Ingold, La estructura del benceno.
- 1937: Edward Victor Appleton, Regularidades e irregularidades en la ionosfera.
- 1936: Frederic Stanley Kipping, Los compuestos orgánicos de silicio.
- 1935: Ralph Howard Fowler, Calores específicos anómalos de los cristales, con especial referencia a la contribución de las rotaciones moleculares.
- 1934: William Lawrence Bragg, La estructura de las aleaciones.
- 1933: James Chadwick, El neutrón.
- 1932: William Arthur Bone, La combustión de hidrocarburos.
- 1931: Sydney Chapman, Algunos fenómenos de la atmósfera superior.
- 1930: Robert Robinson, La estructura molecular de estricnina y brucina.
- 1929: Edward Arthur Milne, La estructura y la opacidad de una atmósfera estelar.
- 1928: John Cunningham McLennan, La Aurora y su espectro.
- 1927: Francis William Aston, Un nuevo espectrógrafo de masas y toda la Regla del Número.
- 1926: Arthur Stanley Eddington, Materia difusa del espacio interestelar.
- 1925: William Bate Hardy y Ida Bircumshaw, Límite de lubricación. Superficies planas y las limitaciones de la ley de Amontons.
- 1924: Alfred Fowler, Los espectros de silicio en las sucesivas etapas de ionización.
- 1923: Geoffrey Ingram Taylor y Constance F. Elam, La distorsión de un cristal de aluminio durante un ensayo de tracción.
- 1922: Thomas Merton y Ralph S. Barratt, Sobre el espectro del hidrógeno.
- 1921: Thomas Martin Lowry y Percy Corlett Austin, Dispersión óptica rotatoria. Parte II. El ácido tartárico y los tartratos.
- 1920: Ernest Rutherford, Constitución nuclear de los átomos.
- 1919:  Robert John Strutt, Un estudio de la línea del espectro del sodio excitado por fluorescencia.
- 1918: Charles Algernon Parsons, Experimentos sobre la producción artificial de diamantes.
- 1917: James Hopwood Jeans, Las configuraciones de rotación de masas compresibles.
- 1916: Charles Glover Barkla, Los rayos X y la Teoría de la radiación.
- 1915: William Henry Bragg, Los rayos X y los cristales.
- 1914: Alfred Fowler, Líneas de la serie en Espectroscopía de emisión atómica.
- 1913: Joseph John Thomson, Rayos de electricidad positiva.
- 1912: Hugh Longbourne Callendar, Sobre la variación del calor específico del agua, con los experimentos realizados por un nuevo método.
- 1911: Robert John Strutt, Una modificación químicamente activa de nitrógeno producida por la descarga eléctrica.
- 1910: John Henry Poynting y Guy Barlow, la presión de la Luz en contra de la Fuente:. El retroceso de la luz.
- 1909: Joseph Larmor, En las relaciones estadísticas y termo-dinámicas de la energía radiante.
- 1908: Charles Herbert Lees, Los efectos de la temperatura y la presión sobre las conductividades térmicas de los sólidos.
- 1907: Thomas Edward Thorpe, El peso atómico del radio.
- 1906: John Milne, Los avances recientes en sismología.
- 1905: Horace Tabberer Brown, La recepción y utilización de la energía por las hojas verdes.
- 1904: Ernest Rutherford, La sucesión de cambios en los cuerpos radio-activos.
- 1903: Charles Thomas Heycock y F. H. Neville, Sobre la constitución de la serie de aleaciones cobre-estaño.
- 1902: Lord Rayleigh, Sobre la Ley de la presión de los gases entre 75 y 150 En milímetros de mercurio.
- 1901: James Dewar, El punto más bajo de la temperatura y problemas asociados.

### sigloXIX
- 1900: William Augustus Tilden, Sobre el calor específico de los metales y la relación del calor específico con el peso atómico.
- 1899: James Alfred Ewing y Walter Rosenhain, La estructura cristalina de los metales.
- 1898: William James Russell, Sobre nuevas pruebas de la acción ejercida por ciertos metales y otros órganos en una placa fotográfica.
- 1897: Osborne Reynolds y William Henry Moorby, Equivalente mecánico del calor.
- 1896: William Chandler Roberts-Austen, Sobre la difusión de los metales.
- 1895: Augustus George Vernon Harcourt y William Esson, Sobre las leyes de relación entre las condiciones de un cambio químico y su coste. III. Posteriores investigaciones sobre la reacción del dióxido de hidrógeno y yoduro de hidrógeno.
- 1894: Thomas Edward Thorpe y James Wyllie Rodger, Sobre las relaciones entre la viscosidad de los líquidos y su naturaleza química.[5]
- 1893: Harold Baily Dixon, Tipos de explosión de los gases.
- 1892: Joseph John Thomson, Sobre las grandes corrientes de circulación atmosférica.
- 1891: George Howard Darwin, Sobre la predicción de las mareas.
- 1890: Arthur Schuster, La descarga de electricidad a través de gases. Comunicación preliminar.
- 1889: Arthur William Rucker y Thomas Edward Thorpe, Un estudio magnético de las Islas Británicas a fecha de 1 de enero de 1886.
- 1888: J. Norman Lockyer, Sugerencias sobre la clasificación de los diversos tipos de cuerpos celestes. Un Informe para el Comité de Física Solar.
- 1887: Joseph John Thomson, Sobre la disociación de algunos gases por una descarga eléctrica.
- 1886: William de Wiveleslie Abney y Edward Robert Festing, Fotometría en color.
- 1885: William Huggins, Sobre la Corona del Sol.
- 1884: Arthur Schuster, Los experimentos sobre la descarga de electricidad a través de gases. Bosquejo de una teoría.
- 1883: William Crookes, Sobre la Espectroscopia de la materia radiante: la detección y amplia distribución del itrio.
- 1882: Heinrich Debus, Sobre la teoría química de la pólvora.
- 1881: John Tyndall, La acción de las moléculas libres en el calor radiante, y su conversión en sonido.
- 1880: William de Wiveleslie Abney, Sobre el método fotográfico de la cartografía final menos refrangible del espectro solar.
- 1879: William Crookes, Sobre la iluminación de las líneas de presión molecular y la trayectoria de las moléculas.
- 1878: William Crookes, Sobre la repulsión resultante de la radiación. Parte V.
- 1877: William Crawford Williamson, Sobre la organización de las plantas fósiles de los yacimientos de carbón.
- 1876: Thomas Andrews, Sobre el estado gaseoso de la materia.
- 1875: William Grylls Adams, Sobre las formas de las curvas de potencial y las superficies y las líneas de flujo.
- 1874: Joseph Norman Lockyer, Investigaciones sobre el análisis del espectro en relación con el espectro del Sol. Parte III.
- 1873: Lord Rosse, Radiación de calor de la Luna, la Ley de su absorción por nuestra atmósfera, y la variación de su cantidad en las fases.
- 1872: William Kitchen Parker, Sobre la estructura y el desarrollo del cráneo del salmón.
- 1871: Charles William Siemens, Sobre el aumento de la resistencia eléctrica en conductores con la subida de la temperatura, y su aplicación a la medida de la temperatura ordinaria y en hornos.
- 1870: John William Dawson, Sobre la flora pre-carbonífera de Norte América-Oriental, y más especialmente sobre el período Devónico.
- 1869: Thomas Andrews, La continuidad de los estados gaseosos y líquidos de la materia.
- 1868: Henry Enfield Roscoe, Investigaciones sobre el vanadio.
- 1867: Frederick Augustus Abel, Investigaciones sobre el algodón pólvora. (Segunda Memoria). Sobre la estabilidad del algodón pólvora.
- 1866: James Clerk Maxwell, Sobre la viscosidad o fricción interna del aire y otros gases.
- 1865: Henry Enfield Roscoe, Sobre un método de registro de meteorología de la acción química del total del verano.
- 1864: John Tyndall, Contribuciones a la física molecular: Quinta Memoria de Investigaciones sobre el calor radiante.
- 1863: Henry Clifton Sorby, Sobre la correlación directa de la ingeniería mecánica y las fuerzas químicas.
- 1862: Warren De la Rue, Sobre el eclipse solar total del 18 de julio de 1860, observado en Rivabellosa, cerca de Miranda de Ebro en España.
- 1861: John Tyndall, Sobre la absorción y la radiación de calor por gases y vapores, y sobre la conexión física de la radiación, absorción y conducción.
- 1860: William Fairbairn, Investigaciones experimentales para determinar la ley del vapor sobrecalentado.
- 1859: Edward Frankland, Investigaciones sobre cuerpos organometálicos. Cuarta memoria.
- 1858: John Peter Gassiot, Sobre las estratificaciones y la banda oscura en las descargas eléctricas como se observa en el vacío de Torricelli.
- 1857: Michael Faraday, Relaciones experimentales del oro (y otros metales) con la luz.
- 1856: William Thomson, Sobre las cualidades dinámicas de los electro-metales.
- 1855: John Tyndall, Sobre la naturaleza de la fuerza por la cual las partículas son repelidas por los polos de un imán; a la que se prefija una relación de algunos experimentos sobre influencias moleculares.
- 1854: Thomas Graham, Sobre la fuerza osmótica.
- 1853: Edward Sabine, Sobre la influencia de la Luna sobre la declinación magnética en Toronto, Santa Helena, y Hobarton.
- 1852: Charles Wheatstone, Las contribuciones a la fisiología de la visión. Parte II. Sobre algunos fenómenos notables y hasta ahora no observados sobre la visión binocular (Continuación).
- 1851: Michael Faraday, Las investigaciones experimentales en electricidad. Vigésimo cuarta serie.
- 1850: Thomas Graham, Sobre la difusión de líquidos.
- 1849: Michael Faraday, Las investigaciones experimentales en electricidad. Vigésima segunda serie.
- 1848: William Whewell, Las investigaciones sobre las mareas. Serie XIII. Sobre las mareas del Pacífico, y la desigualdad diurna.
- 1847: William Robert Grove, Sobre ciertos fenómenos del arco voltáico y la descomposición del agua en sus gases constituyentes por el calor.
- 1846: James David Forbes, Ilustraciones de la teoría viscosa del movimiento de los glaciares.
- 1845: Charles Giles Bridle Daubeny, Memoria sobre la rotación de los cultivos, y de la cantidad de materia inorgánica abstraídas del suelo por varias plantas en diferentes circunstancias.
- 1844: Richard Owen, Una descripción de ciertos belemnites, conservados, con una gran proporción de sus partes blandas, en el Oxford Clay, en Christian-Malford, Wilt.
- 1843: Charles Wheatstone, Una relación de varios nuevos instrumentos y procesos para la determinación de las constantes de un circuito voltáico.
- 1842: James David Forbes, Sobre la transparencia de la atmósfera y la ley de extinción de los rayos solares al pasar a través de él.
- 1841: George Newport, Sobre los órganos de reproducción y el desarrollo de los miriápodos.
- 1840: George Biddell Airy, Sobre la explicación teórica de una nueva polaridad aparente de la luz.
- 1839: William Snow Harris, Preguntas relacionadas con las leyes elementales de la electricidad.
- 1838: James Ivory, Sobre la teoría de las refracciones astronómicas.
- 1837: William Henry Fox Talbot, Observaciones adicionales sobre los fenómenos ópticos de los cristales.
- 1836: John William Lubbock, Sobre las mareas del puerto de Londres.
- 1835: Charles Lyell, En las pruebas de un levantamiento gradual de la tierra en ciertas partes de Suecia.
- 1834: No se designó.
- 1833: Samuel Hunter Christie, Determinación experimental de las leyes de la inducción magneto-eléctrica en diferentes masas del mismo metal, y su intensidad en diferentes metales.
- 1832: Michael Faraday, Las investigaciones experimentales en electricidad; Segunda Serie.
- 1831: Ningún registro de conferencia.
- 1830: Ningún registro de conferencia.
- 1829: Michael Faraday, Sobre la fabricación de vidrio para fines ópticos.
- 1828: William Hyde Wollaston, Sobre un método de representación de platina maleable.
- 1827: George Pearson, Investigaciones para descubrir las facultades de absorción pulmonar con respecto al carbón de leña.
- 1826: Humphry Davy, Sobre las relaciones entre los aparatos eléctricos y los cambios químicos.
- 1825: Ningún registro de conferencia.
- 1824: Ningún registro de conferencia.
- 1823: John Herschel, Sobre ciertos movimientos producidos en los conductores de fluidos durante la transmisión de la corriente eléctrica.
- 1822: Ningún registro de conferencia.
- 1821: Edward Sabine, Relación de experimentos para determinar la cuantía de la inclinación de la aguja magnética en Londres, en agosto de 1821; con comentarios sobre los instrumentos que se emplean habitualmente en dicha determinación.
- 1820: Henry Kater, Sobre el mejor tipo de acero, y la forma para un compás de aguja.
- 1819: William Thomas Brande, Sobre la composición y el análisis de los compuestos gaseosos inflamables resultantes de la destilación destructiva del carbón y del petróleo; con algunas observaciones sobre sus sistemas de calefacción relativos y poder de iluminación.
- 1818: Ningún registro de conferencia.
- 1817: Ningún registro de conferencia.
- 1816: Ningún registro de conferencia.
- 1815: Ningún registro de conferencia.
- 1814: Ningún registro de conferencia.
- 1813: William Thomas Brande, Sobre algunos nuevos fenómenos en electro-química.
- 1812: William Hyde Wollaston, Sobre las partículas elementales de ciertos cristales.
- 1811: Humphry Davy (?)
- 1810: Humphry Davy, Sobre algunas de las combinaciones de gas oximuriático y oxígeno, y en las relaciones químicas de estos principios con los cuerpos inflamables.
- 1809: Humphry Davy, Sobre algunas nuevas investigaciones electro-químicas, en varios temas, en particular los cuerpos metálicos de los álcalis y tierras; y en algunas combinaciones de hidrógeno.
- 1808: Humphry Davy, Relación de algunas nuevas investigaciones analíticas de la naturaleza de ciertos cuerpos, en particular los álcalis, fósforo, azufre, materia carbonosa y los ácidos hasta ahora sin descomponer; con algunas observaciones generales sobre la teoría química.
- 1807: Humphry Davy, Sobre algunos nuevos fenómenos de cambios químicos producidos por la electricidad, sobre todo la descomposición de los álcalis fijos, y la exposición de las nuevas sustancias, que constituyen sus bases.
- 1806: Humphry Davy, Sobre algunos agentes químicos de la electricidad.
- 1805: William Hyde Wollaston, Sobre la fuerza de percusión.
- 1804: Samuel Vince, Observaciones sobre las hipótesis que se han asumido para dar cuenta de la causa de la gravitación de los principios mecánicos.
- 1803: Thomas Young, Experimentos y cálculos en relación con la física óptica.
- 1802: William Hyde Wollaston, Observaciones sobre la cantidad de refracción horizontal; con el método de medición de la inmersión en el mar.
- 1801: Thomas Young, Sobre la teoría de la luz y los colores.

### sigloXVIII
- 1800: Thomas Young, Sobre el mecanismo del ojo.
- 1799: Samuel Vince (?)
- 1798: Samuel Vince, Observaciones sobre una refracción horizontal inusual del aire; con observaciones sobre las variaciones a las que las partes más bajas de la atmósfera en ocasiones son objeto.
- 1797: Samuel Vince, Experimentos sobre la resistencia de los cuerpos en movimiento en fluidos.
- 1796: Samuel Vince (?)
- 1795: Samuel Vince (?)
- 1794: Samuel Vince, Observaciones sobre la teoría del movimiento y la resistencia de fluidos; con una descripción de la construcción de los experimentos, con el fin de obtener algunos principios fundamentales.
- 1793: George Fordyce, Relato de un nuevo péndulo.
- 1792: Tiberius Cavallo, Relación de los Descubrimientos relacionados con el movimiento muscular que se han hecho últimamente, y se conocen comúnmente con el nombre de electricidad animal.
- 1791: Tiberius Cavallo, Sobre el método de medición de distancias por medio de telescopios equipados con micrómetros.
- 1790: Tiberius Cavallo, Descripción de un nuevo pirómetro.
- 1789: Tiberius Cavallo, Experimentos magnéticos y observaciones.
- 1788: Tiberius Cavallo, Mejora en el tubo de soplado.
- 1787: Tiberius Cavallo, Sobre los métodos de la manifestación de la presencia, y la determinación de la calidad, de pequeñas cantidades de electricidad natural o artificial.
- 1786: Tiberius Cavallo, Experimentos y observaciones magnéticas..
- 1785: Tiberius Cavallo, Experimentos magnéticos y Observaciones.
- 1784: Tiberius Cavallo, Explicación de algunos experimentos realizados con la nueva bomba de aire mejorada.
- 1783: Tiberius Cavallo, Descripción de una bomba de aire mejorada.
- 1782: Tiberius Cavallo, Explicación de algunos experimentos relativos a las propiedades de los aires comunes e inflamables que penetran los poros del papel.
- 1781: Tiberius Cavallo, Explicación de algunos experimentos termométricos.
- 1780: Tiberius Cavallo, Experimentos y observaciones termométricas.
- 1779: John Ingen-Housz, Mejoras en electricidad.
- 1778: John Ingen-Housz, Experimentos eléctricos para explicar en qué medida el fenómeno de la electroforesis puede ser explicado por la teoría de la electricidad positiva y negativa del Dr. Franklin.
- 1777: Peter Woulfe
- 1776: Peter Woulfe
- 1775: Peter Woulfe, Experimentos realizados con el fin de determinar la naturaleza de algunas sustancias minerales, y en particular, para ver hasta qué punto los ácidos de sal marina y de vitriolo contribuyen a mineralizar metales y otras sustancias.